# Albion Rovers Football Club
Maillots
Dernière mise à jour : 25 août 2009.
L'Albion Rovers Football Club est un club écossais de football basé à Coatbridge.

## Historique
- 1882 : fondation du club par fusion de Albion et Rovers, deux clubs locaux de la ville de Coatbridge.
- 1891-1893 : participation à la Scottish Football Federation.
- 1898 : 1re participation à la Lanarksire League.
- 1904 : 1re participation à l'Inter County League.
- 1919 : 1re participation au championnat de 1re division (saison 1919/20).
- 2018 : relégué à Scottish League Two (D4)
- 2023 : relégué à Lowland Football League (D5)

## Palmarès
- Champion d'Écosse D2 : 1934
- Champion d'Écosse D3 : 1989
- Champion d'Écosse D4 : 2015
- Vainqueur de la Scottish Qualifying Cup : 1913
- Vainqueur de la Lanarksire League : 1902

## Anciens joueurs
- Alex Bennett
- Frank Munro
- Bobby Russell